# Nunatak Colqui
Nunatak Colqui är en nunatak i Antarktis. Den ligger i Västantarktis. Argentina, Chile och Storbritannien gör anspråk på området. Toppen på Nunatak Colqui är 14 meter över havet.
Terrängen runt Nunatak Colqui är kuperad åt sydväst, men åt nordost är den platt. Trakten är obefolkad. Det finns inga samhällen i närheten. 